# خوسيه مارتينيز (لاعب كرة قاعدة فنزويلي)
خوسيه مارتينيز (بالإسبانية: José "Cafecito" Martínez)‏ هو لاعب كرة قاعدة فنزويلي، ولد في 25 يوليو 1988 في لا غوايرا في فنزويلا.

## وصلات خارجية
- خوسيه مارتينيز على موقع دوري كرة القاعدة الرئيسي (الإنجليزية)
- خوسيه مارتينيز على موقعبيزبول رفرنس.كوم (الدوري الرئيسي) (الإنجليزية)
- خوسيه مارتينيز على موقعبيزبول رفرنس.كوم (الدوري الثانوي) (الإنجليزية)
- خوسيه مارتينيز على موقع إي إس بي إن.كوم (أم.أل.بي) (الإنجليزية)
- خوسيه مارتينيز على موقع مشجعي الرسوم البيانية (الإنجليزية)